# Martine Viard
 (novembre 2018).
Si vous disposez d'ouvrages ou d'articles de référence ou si vous connaissez des sites web de qualité traitant du thème abordé ici, merci de compléter l'article en donnant les références utiles à sa vérifiabilité et en les liant à la section « Notes et références ».
Pour les articles homonymes, voir Viard.
Martine Viard est une comédienne et chanteuse française née le 28 août 1944.

## Biographie
Comédienne, elle joue notamment sous la direction de Antoine Vitez, Marco, Bernard Sobel.
Chanteuse, elle collabore avec Georges Aperghis (entre autres Histoire de loups, Liberstod, L'Écharpe rouge, Je vous dis que je suis mort, récitations). En 1995, elle crée avec lui Tourbillons et calmes plats. De même, John Cage et Stockhausen ont écrit pour elle. Avec Mauricio Kagel, elle crée Trahison orale et Quodlibet. Elle interprète les œuvres de Michaël Levinas, Pierre Henry, Charles Chaynes, Jacques Demierre, avec Un drame musical instantané.

## Discographie
- « Récitations » de Georges Aperghis, (Disque Montaigne)
- « La Conférence des oiseaux » de Michaël Levinas, (Ades)
- « La fosse » d'Un Drame Musical Instantané, (GRRR)
- « Noces de sang » de C. Chaynes, (Philips)
- « She is asleep » de John Cage, (Ades)
- « Quolibet » de Maurizio Kagel, (Col legno)
- « Le Sens du combat » de Michel Houellebecq avec Jean-Jacques Birgé, (Radio-France, « Les Poétiques »)
- « Tourbillons » de G. Aperghis (la Muse en Circuit)

## Théâtre
- 1972 : Donna Mobil de Claude Prey, mise en scène Roger Kahane, Festival d'Avignon, Espace Cardin
- 1973 : Pandæmonium d'après Le Château des Carpathes de Jules Verne, mise en scène Anne Delbée, Festival d'Avignon
- 1974 : Les Miracles d'Antoine Vitez à partir de l'Évangile selon Jean, mise en scène de l'auteur, Théâtre national de Chaillot
- 1974 : Ubu à l'Opéra d'après Alfred Jarry, mise en scène Georges Wilson, Festival d'Avignon
- 1975 : Le triangle frappe encore de Marc'O, mise en scène de l'auteur, Théâtre national de Chaillot
- 1975 : Dieu le veut de Jean-Michel Ribes, mise en scène de l'auteur, Festival d'Avignon
- 1975 : Le Baron perché de Jacques Échantillon et André Gille d'après Italo Calvino, mise en scène Jacques Échantillon
- 1976 : Splendeur et mort de Joaquin Murieta de Pablo Neruda, mise en scène Jacques Échantillon, Les Tréteaux du Midi Festival de la Cité Carcassonne
- 1980 : La Malédiction d'après Les Sept contre Thèbes d'Eschyle, Les Phéniciennes d'Euripide et Antigone de Sophocle, mise en scène Jean-Pierre Miquel, Festival d'Avignon
- 1981 : Le Bonheur des dames d'après Émile Zola, mise en scène Jacques Échantillon, Théâtre de la Ville, Les Tréteaux du Midi
- 1982 : Récitations, mise en scène Michel Rostain, Festival d'Avignon
- 1983 : La Trahison orale d'après Les Evangiles du diable de Claude Seignolle, mise en scène Mauricio Kagel, Théâtre national de Chaillot, Nouveau théâtre de Nice
- 1984 : L'Écharpe rouge, livret Alain Badiou, musique Georges Aperghis, Théâtre national de Chaillot
- 1989 : La Célestine de Fernando de Rojas, mise en scène Antoine Vitez, Festival d'Avignon, Théâtre national de l'Odéon

## Filmographie
- 1985 : participation au film Topos d'Antouanétta Angelídi

## Distinctions

### Récompenses
- avec Georges Aperghis, elle réalise des créations sous forme d’improvisations (Quai no 1 / Prix Paul Gibson)
- avec Bruno Gillet, elle interprète Forget me not (Prix Italia)
- avec Alain Cuny La Chartreuse des Avignon, mis en scène par José Pivin (Prix Italia)
- Le Rêve des animaux rongeurs, de Liliane Atlan /mis en scène par Jean Pierre Colas (Prix Radio France)

### Décoration
- 1985 : médaille des Arts et des Lettres, par Maurice Fleuret